# 花園中央公園
花園中央公園（はなぞのちゅうおうこうえん）は、大阪府東大阪市に位置し、同市が所有・整備する都市公園（総合公園）である。南東部を除き恩智川の遊水地となっており、その部分は「花園多目的遊水地」と呼称される。東大阪市花園ラグビー場に近接する。
2015年に以下の施設に関して指定管理者を採用している。
- 花園中央公園野球場・多目的球技広場　2018年4月1日～2023年3月31日　指定管理者・株式会社美交工業
- 東大阪市市民美術センター　2015年4月1日～2020年3月31日　指定管理者・公益財団法人東大阪市文化振興協会
- ドリーム21　期間同上　指定管理者・公益財団法人東大阪市文化振興協会&NTT-F共同事業体

※東大阪市花園ラグビー場は東大阪市から管理委託業務をHOS株式会社（旧・株式会社東大阪スタジアム）が受けて実施している。
2020年10月1日から、2040年3月までの19年半の予定で、東大阪市を本拠地とするサッカーのクラブチーム「FC大阪（運営・一般社団法人FC大阪スポーツクラブ、株式会社FC大阪）」を中心とする「東大阪花園活性化マネジメント共同体」グループが指定管理者として花園ラグビー場を含む公園全体の管理・運営を実施することになった。なお野球場と多目的球技広場については指定管理契約期間満了まで暫定的に株式会社美交工業が運営を行っていた。

## 施設概要

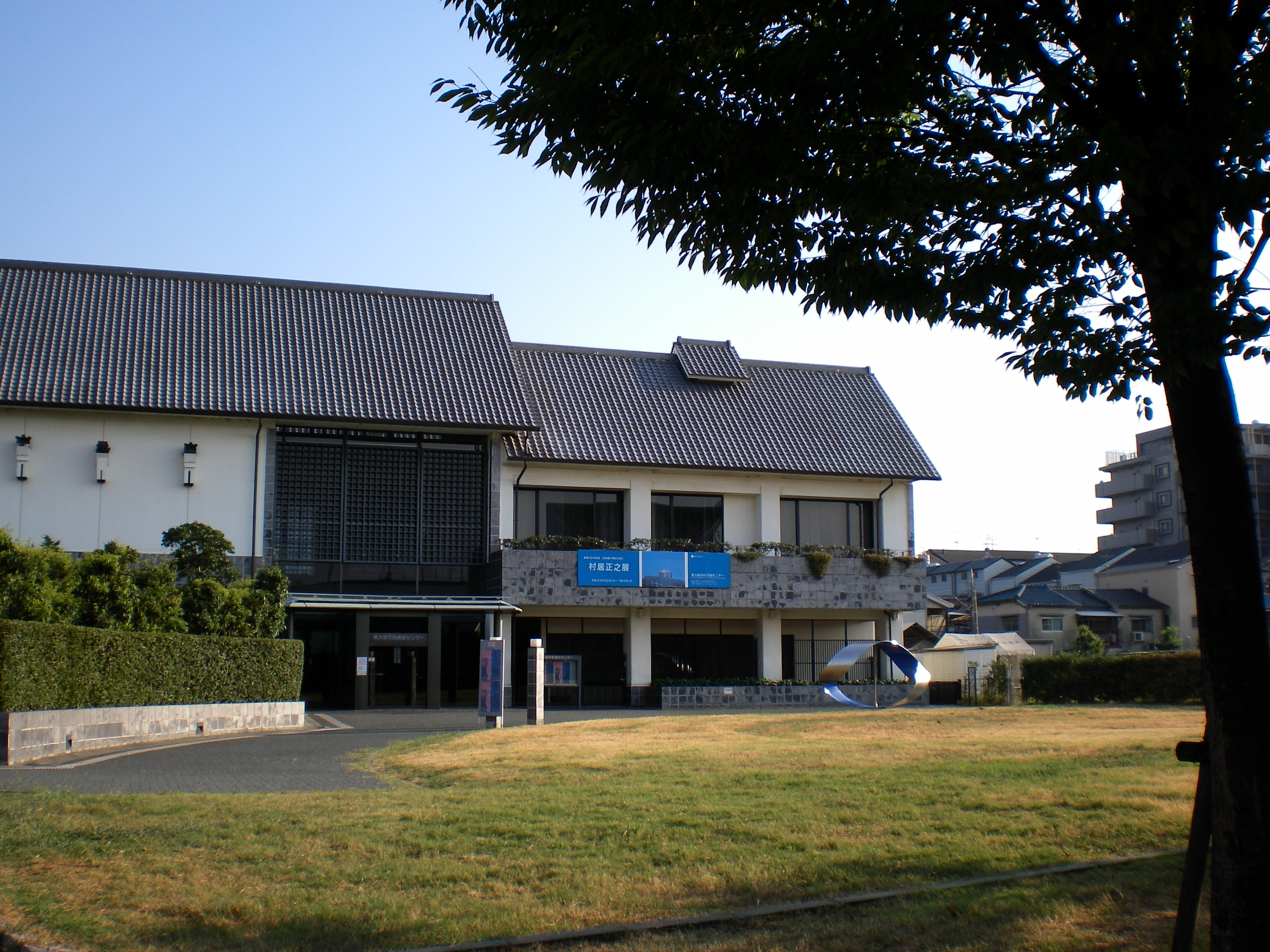
東大阪市民美術センター

計画面積は36.3haと広大であり、市民の憩いの場の公園として桜の広場、花菖蒲園などが整備されている他に、公園内に以下のような施設がある。
多目的球技広場（トライスタジアム）
日本陸上競技連盟の第3種公認陸上競技場。別名、東大阪市花園ラグビー場第3グラウンド。ラグビーの試合では大学の下部リーグや小・中学生の試合など、入場無料の試合で主に使用される（全国高校ラグビーフットボール大会など有料の試合もある）。

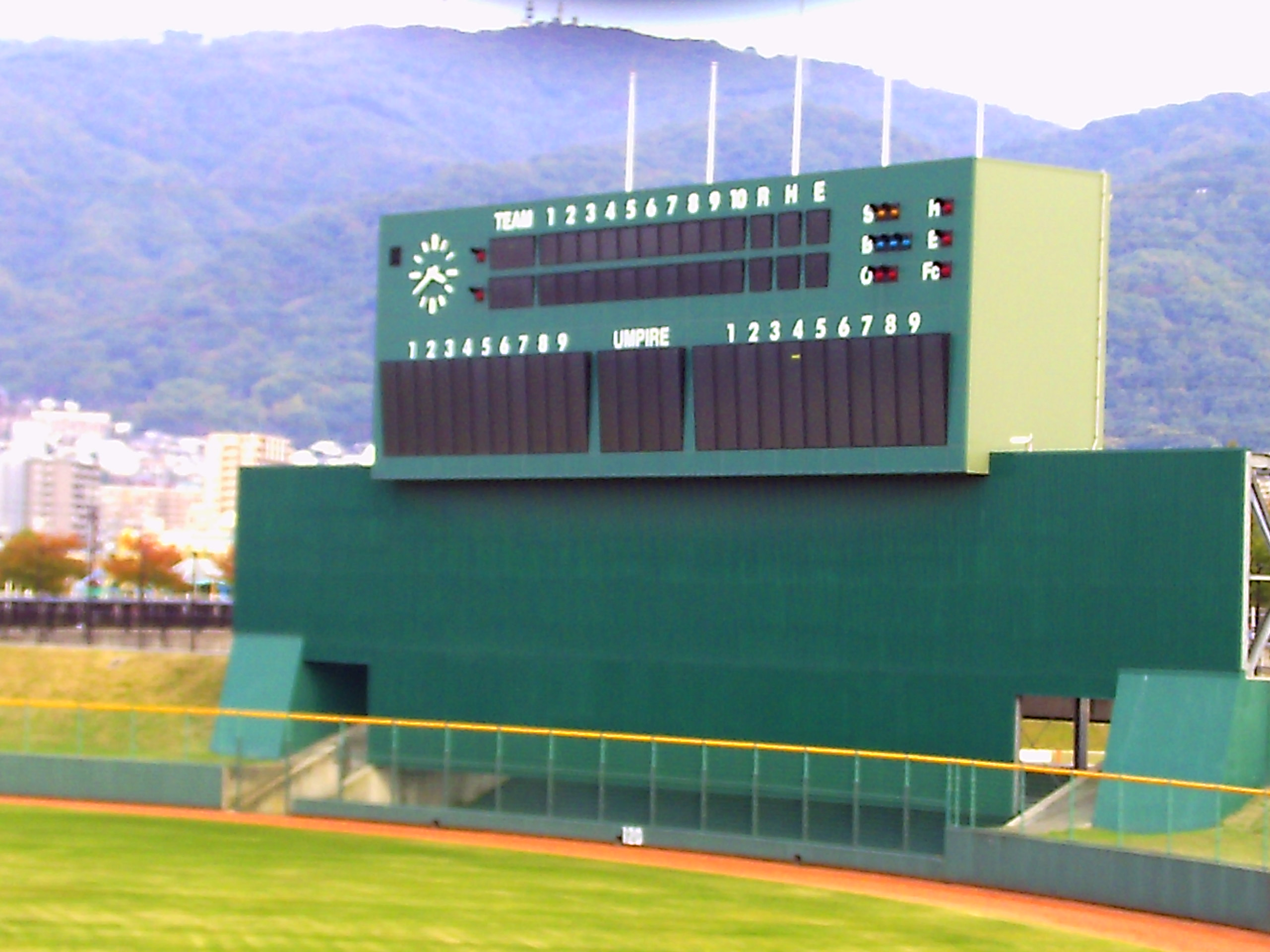
花園中央公園野球場
愛称：花園セントラルスタジアム。恩智川治水事業の一環として整備し、2006年4月30日に完成した。両翼97m、センター120mで、1,600人収容のスタンド、開場当初は内外野全体に天然芝が敷設されていたが、現在では外野のみ天然芝となっている。遊水地の一部でバックスクリーン裏側に増水の流入口があり、そこからグラウンドに水を流入させるためスコアボード下側に位置する外野フェンスはほぼ金網フェンスのみとなっている。照明設備は設置されていない。
当初は老朽化が進んでいた藤井寺球場に代わり、大阪近鉄バファローズのファーム（二軍）チームのホームスタジアムにする構想もあったが、近鉄球団が2004年にオリックス・ブルーウェーブ（現・バファローズ）との合併で消滅したことにより立ち消えとなっている。
2013年6月16日にはオリックス・バファローズ対福岡ソフトバンクホークスの2軍公式戦が行われ、ソフトバンクが10-5でオリックスに勝利した。
2012年より独立リーグ球団06BULLS→大阪ゼロロクブルズ（2012 - 2013年は関西独立リーグ (初代)、2014年以降はBASEBALL FIRST LEAGUE→関西独立リーグ (2代目)に所属）が本拠地として使用している。
2014年より全国高等学校野球選手権大阪大会の会場の一つとなる 。
東大阪市立児童文化スポーツセンター「ドリーム21」
プラネタリウムやスポーツホールなどがある。
東大阪市民美術センター
絵画等の展示の他、絵画や書道などの展覧会などが行われている。
Family Garden Hanazono
花園中央公園のPark-PFI事業の一環として、2022年9月に開業した商業施設。スポーツジム「HOS花園スポーツスクエアー」とスーパーマーケット「ライフ花園中央公園店」が入居している
ひとつなぎカフェ
花園ラグビー場第1グラウンド1階に2022年9月竣工した喫茶店。ソフトドリンク・軽食などを提供

## 歴史
そもそもは花園ラグビー場に近接した大阪外国語大学（現・大阪大学外国語学部）のグラウンドの敷地だったが、同校のグラウンドが箕面市に移転したため、その跡地を東大阪市が払い下げる形で整備されることになったものである。

### 幻の「花園球場」整備計画
この花園中央公園の敷地内に、近鉄バファローズの本拠地として使われることを念頭に置いた野球場の建設計画が具体化されたことがあった。
近鉄球団は1958年以後、名目上は自社運営の藤井寺球場と日本生命保険所有の日本生命球場のダブルホームスタジアム（野球協約に定める専用球場も両方を登録していた）を取り入れていたが、藤井寺にはナイター設備がなく、実質日生球場をメインとしていた。しかし、日生球場はナイター照明の照度が非常に低いことや施設上の問題からパシフィックプロ野球連盟が問題視していた。そのため1973年に藤井寺球場を改修する際、ナイター設備を設置することを盛り込んだところ、周辺住民がナイター開催が騒音につながるとして建設の差し止めを大阪地方裁判所に行ったため、ナイター開催ができなくなった。この関係でナイターを中心に日生球場の「間借り」状態が続いていた。
このため、当時近鉄の監督だった西本幸雄は、当時球団オーナーだった佐伯勇に、「花園に近鉄で球場を造って、本拠地にしたらどうでしょうか」と進言したところ、「いくらかかると思っているんだ」と建設費用の問題で単独での実施は困難として断られたことを後年述懐している。
そのような状況を東大阪市が踏まえ、この大阪外大のグラウンド跡地に整備する公園の建設に際し、市の出資で野球場の建設を計画。それを近鉄球団の新しい本拠地にすることを提案した。具体的には以下のような理由が挙げられた。
1. 公園面積が大きく住宅街からも離れている
2. ラグビー場と共に野球場が建設することになれば東大阪市のスポーツの一大拠点となる
3. 大阪市内からも電車で20分以内であることや、近鉄東大阪線の開通も近いとあって、交通アクセスの改善も見込める

その事は1980年10月15日付け報知新聞（スポーツ報知）で大々的に取り上げられ、1982年完成、収容人員3万人以上、人工芝・ナイター照明塔などを設置する近代的な球場を作るという概況が発表された。だがその後、1983年に藤井寺球場のナイター照明塔の設置工事が再開されることになり（1984年竣工）、この花園球場の建設計画は結果的に幻となってしまった。
近鉄が消滅した9年後にあたる2013年から、合併先のオリックス・バファローズのファームチームが当球場で年1-2試合の主催試合を開催するようになった。オープン戦を含めた一軍の試合の開催実績はまだない。

## 交通機関
- 近鉄奈良線東花園駅 徒歩10分
- 近鉄けいはんな線吉田駅 徒歩15分